# Mokrsko Rządowe
Mokrsko Rządowe – część wsi Mokrsko w Polsce, położona w województwie łódzkim, w powiecie wieluńskim, w gminie Mokrsko.
W latach 1975–1998 Mokrsko Rządowe administracyjnie należało do województwa sieradzkiego.
Do 31 grudnia 2011 jednostka osadnicza stanowiła wieś. Od 1 stycznia 2012 stanowi część wsi Mokrsko.